# Hannover-Kolleg
Das Hannover-Kolleg in Hannover ist ein „Gymnasium für Erwachsene“ und bezeichnet sich auch als „Institut zur Erlangung der Hochschulreife“. Der Standort der 1967 gegründeten Einrichtung zur Erwachsenenbildung, an der auch der Realschulabschluss oder die Fachhochschulreife erlangt werden kann, ist die Thurnitistraße 6 im Stadtteil Döhren, unter deren Adresse auch das Abendgymnasium untergebracht ist.

## Profil

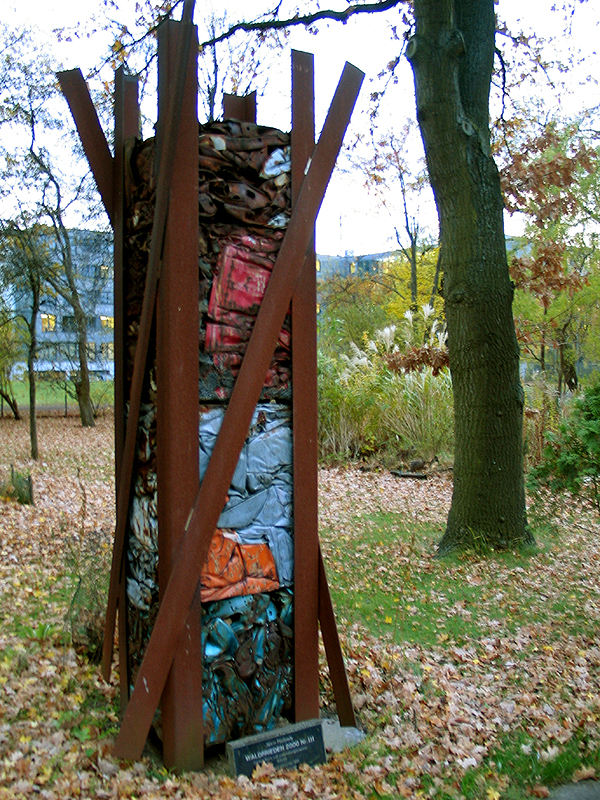
Auf dem Hof des Hannover-Kollegs: Waldfrieden 2000 Nr. III des ehemaligen Kunstlehrers János Nádasdy

Das Kolleg ist eine Vollzeitschule für Erwachsene, die bereits eine Berufsausbildung abgeschlossen haben oder mindestens drei Jahre berufstätig waren und anschließend über den zweiten Bildungsweg ihre Qualifikationen verbessern wollen. Vergleichbar mit dem Unterricht in den niedersächsischen Oberstufen können die Teilnehmer bis zur allgemeinen Hochschulreife gelangen.
Die Schwerpunkte des Hannover-Kollegs liegen auf den Fächern Mathematik/Naturwissenschaften und Gesellschaftswissenschaften. Zu den Besonderheiten zählen neben dem Mentorprogramm auch die Vorkurse für weitere Fremdsprachen.
Das Hannover-Kolleg hat einen eigenen Förderverein, der durch Sponsoren getragen wird. Durch diesen Förderverein ist das Hannover-Kolleg in der Lage, moderne Unterrichtsbedingungen für die Schüler zu schaffen.

## Persönlichkeiten
Schüler
- 1972–1975: Sigrid Leuschner[3]
- 1973–1976: Bernd Strauch, Ratsherr, erster Bürgermeister und Vorsitzender des Rates der Stadt Hannover 1996 bis 2014.